# Calgary-Shaw
Circonscription électorale provinciale du Canada
Calgary-Shaw est une circonscription électorale provinciale de l'Alberta (Canada), située dans le sud de Calgary. Elle prend son nom de l'ancien chef du Parti libéral de l'Alberta, Joseph Tweed Shaw. 
Sa députée actuelle est la conservatrice Rebecca Schulz.

## Liste des députés
| Années | Années          | Député         | Parti politique           |
| ------ | --------------- | -------------- | ------------------------- |
|        | 1986 - 1989     | Jim Dinning    | Progressiste-conservateur |
|        | 1989 - 1993     | Jim Dinning    | Progressiste-conservateur |
|        | 1993 - 1997     | Jon Havelock   | Progressiste-conservateur |
|        | 1997 - 2001     | Jon Havelock   | Progressiste-conservateur |
|        | 2001 - 2004     | Cindy Ady      | Progressiste-conservateur |
|        | 2004 - 2008     | Cindy Ady      | Progressiste-conservateur |
|        | 2008 - 2012     | Cindy Ady      | Progressiste-conservateur |
|        | 2012 - 2014     | Jeff Wilson    | Wildrose                  |
|        | 2014 - 2015     | Jeff Wilson    | Progressiste-conservateur |
|        | 2015 - 2019     | Graham Sucha   | Néo-démocrate             |
|        | 2019 - 2023     | Rebecca Schulz | Conservateur uni          |
|        | 2023 - en cours | Rebecca Schulz | Conservateur uni          |